# Tomislav Tomljenović
Dr. Tomislav Tomljenović (Ričice, 17. rujna 1877. – Zagreb, 28. veljače 1945.) je bio hrvatski odvjetnik, političar. Bio je ban Kraljevine Hrvatske, Slavonije i Dalmacije u dva navrata, a u drugom mandatu bio je posljednji čovjek koji je nosio tu titulu.

## Životopis
Rođen je u Lici u Bužimu kraj Gospića i potječe iz ličko-bunjevačke obitelji. Bio je veliki župan Ličko-krbavske županije, a posjedovao je i rudnik Majevicu.
Tomljenović je prvi put vršio dužnost hrvatskog bana nakon smjene Ivana Palečeka. U veljači 1921., nakon smjene Teodora Bošnjaka, ponovno je imenovan banom u prijelaznom razdoblju do donošenja Vidovdanskog ustava kojim je ukinuta dužnost hrvatskog bana. Ukaz o njegovom umirovljenju donesen je 6. srpnja 1921, kada privremenim pokrajinskim namjesnikom u Hrvatskoj i Slavoniji postaje Tugomir Alaupović.
Pripadao je Demokratskoj stranci i podržavao je njezin unitaristički program. S vremenom prelazi u opoziciju. Godine 1933. izradio je svoj nacrt za reorganizaciju Jugoslavije, u kojemu je odstupio od unitarizma. Utvrdio je da je prijašnja državna uprava djelovala samo po volji većeg dijela Srba, te je "donesen prvi centralistički ustav, bezmalo u odsutnosti hrvatske strane, dakle kao neko privremeno rješenje, po nuždi".

## Obitelj
Imao je četiri kćere i sina: ističu se Ivana Tomljenović-Meller, hrvatska umjetnica, ljevičarka, športašica i Juraj Tomljenović, doktor pravnih znanosti, prvi organizator hrvatskog turnira u bridžu. Tomislav Tomljenović djed je hrvatskog odvjetnika Marijana Hanžekovića i nekadašnje političarke Ljerke Mintas-Hodak.

## Vanjske poveznice
- Tomislav Tomljenović Hrvatska enciklopedija

| Prethodnik:  | Hrvatski ban (1919.– 1920.) | Nasljednik:   |
| Ivan Paleček | Hrvatski ban (1919.– 1920.) | Matko Laginja |

| Prethodnik:    | Hrvatski ban (1921.) | Nasljednik:    |
| Teodor Bošnjak | Hrvatski ban (1921.) | položaj ukinut |